# カゲロウ (ЯeaLの曲)
「カゲロウ」は、ЯeaLの3rdシングル。2017年3月1日にSMEレコーズより発売された。

## 概要
- 表題曲の「カゲロウ」は、テレビ東京系アニメ「銀魂．」オープニングテーマ。 ライブの打ち上げの席で「銀魂」の新オープニングテーマを担当すると伝えられると、「銀魂」の大ファンであるAika（Drums）が、驚きのあまり泣きながら後ろへひっくり返り感激していたとRyoko（Vocal, Guitar）が明かしている[3]。
- 「カゲロウ」の原型となる曲は、メジャーデビュー前の2015年12月頃に「リード曲になるような曲を作ろう」と思い立ったRyokoがワンコーラスだけ作っておいたもの。これを銀魂のスタッフが気に入り、フルコーラスの完成形へ発展させることになった。1番の歌詞は当時のものから全く変えず、そこへ2番とラストサビを付け加えて完成させている[4]。
- Ryokoは音楽ナタリーのインタビューにて、メジャーデビューした後も「メジャーなフィールドで活動している」という実感が得られず不安しかなかったが、「カゲロウ」が流れる「銀魂」のオープニング観て、やっと「メジャーなフィールドで活動できているんだ」と実感できるようになったと語っている[5]。
- 配信のほかに、CDとしては通常盤（SECL-2119）と期間限定生産盤（SECL-2120）の2つの仕様で発売された。期間限定生産盤には「カゲロウ」のTV Size Ver.とそのインストバージョンが追加収録され、付属DVDには「カゲロウ」のミュージックビデオを収録している。さらに封入特典として「銀魂の描き下ろしアニメ絵柄トレーディングカード」が付属し、パッケージは「銀魂の描き下ろしアニメ絵柄トールサイズ・デジパック仕様」となっている。

## 収録内容

### CD
通常盤
1. カゲロウ (4:02)
  - 作詞・作曲：Ryoko／編曲：渡辺拓也
2. ひらり舞う (4:35)
  - 作詞・作曲：Ryoko／編曲：中村瑛彦
3. 満月の夜に (3:48)
  - 作詞・作曲：Ryoko／編曲：板井直樹
4. カゲロウ [Instrumental] (4:00)

期間生産限定盤
1. カゲロウ (4:02)
2. ひらり舞う (4:35)
3. 満月の夜に (3:48)
4. カゲロウ -TV Size Ver.- (1:33)
5. カゲロウ -TV Size Ver.- [Instrumental] (1:31)

### DVD（期間生産限定盤のみ）
1. カゲロウ [Music Video]